# Municipio de Franklin (condado de Desha)
Franklin Township es una subdivisión estadística del condado de Desha, Arkansas, Estados Unidos. Según el censo de 2020, tiene una población de 404 habitantes.
Es una subdivisión exclusivamente geográfica, por cuanto el estado de Arkansas no utiliza la herramienta de los townships como Gobiernos municipales. Los datos son mantenidos por la Oficina del Censo en coordinación con los Gobiernos estatales y de los condados a los efectos exclusivamente estadísticos.
Por lo tanto, es incorrecto en este caso traducir township como municipio.

## Geografía
La subdivisión está ubicada en las coordenadas 33°44′2″N 91°9′40″O / 33.73389, -91.16111. Según la Oficina del Censo, tiene una superficie total de 501.29 km², de los cuales 400.83 km² corresponden a tierra firme y 100.46 km² están cubiertos de agua.

## Demografía
Según el censo de 2020, hay 404 personas residiendo en la zona. La densidad de población es de 1.01 hab./km². El 53.22 % de los habitantes son blancos, el 40.35 % son afroamericanos, el 0.25 % es amerindio, el 1.98 % son de otras razas y el 4.21 % son de una mezcla de razas. Del total de la población, el 2.23 % son hispanos o latinos de cualquier raza.